# Chenopodium
Chenopodium es un género de cerca de 130 especies de plantas fanerógamas, conocidas genéricamente como cenizos o quinoas. Contiene muchas plantas de menor a moderada importancia como cultivos alimentarios, tanto hojas comestibles y pseudocereales, incluyendo a Chenopodium album, Chenopodium berlandieri, Chenopodium pallidicaule y Chenopodium quinoa. Las plantas son comestibles para larvas de algunas especies de lepidópteros.
En el sistema APG II (2003) está colocada en la familia de las Amaranthaceae, pero más tempranamente, por ej. en el sistema Cronquist (1981), estaba en la familia Chenopodiaceae. 

## Descripción
Son plantas anuales, sin olor. Tallos de 20-80 cm de largo, erectos o ascendentes, algunos muy ramificados desde cerca de la base, glabros, a menudo algo de color rojizo-verdoso o rojizo con rayas. Hojas cortas y largo pecioladas. Láminas foliares de 1-10 cm de largo, en su mayoría 1-2 veces más largas que anchas, ovado-triangulares a algo rómbicas, punta afilada en la punta, en ángulo o cónica en la base, verdes y ligeramente carnosas en la textura, onduladas o con pocos o varios dientes romos, irregulares, las superficies glabras. Inflorescencias axilares y, a veces terminales también, que consisten en grupos densos de flores, las terminales generalmente dispuestas en espigas, estas a veces agrupadas en panículas pequeñas. Las flores no todos maduran al mismo tiempo. Frutas de 0.7-1.2 mm de largo, ovoides, las semillas posicionado verticalmente sobre todo, la fina pared, membranosa, y algo translúcido, liso, separarse fácilmente de la semilla. Las semillas de color marrón rojizo a marrón oscuro, brillante, áspera finamente y/o con una débil red de nervios finos y bajos, en ángulo a lo largo del borde. Tiene un número de cromosomas de 2n=36. 

## Taxonomía
El género fue descrito por Carlos Linneo y publicado en Species Plantarum 1: 218–222, en 1753.

#### Etimología
Chenopodium: nombre genérico que deriva de la particular forma de las hojas similares a las patas de ganso: derivado de los vocablos griegos χήν (chén); "ganso", y πóδιον (pódion); "pie pequeño", y este a su vez deriva de πούς (poús), "pie, pata".

## Especies selectas
- Chenopodium acuminatum
- Chenopodium album - cenizo o quinhuilla
- Chenopodium atrovirens
- Chenopodium aureum
- Chenopodium baccatum
- Chenopodium benthamii
- Chenopodium berlandieri - huauzontle
  - Chenopodium berlandieri var. berlandieri
  - Chenopodium berlandieri var. boscianum - apasote blanco, berza perruna, cenizo blanco,[4] ceñiglo blanco,[4] chingua, fedegosa, quelite de trigo, quingua o quinoa de perro[4]
  - Chenopodium berlandieri var. bushianum
  - Chenopodium berlandieri var. macrocalycium
  - Chenopodium berlandieri var. sinuatum
  - Chenopodium berlandieri var. zschackei
- Chenopodium candolleanum
- Chenopodium curvispicatum
- Chenopodium cycloides
- Chenopodium desertorum
- Chenopodium desiccatum
- Chenopodium detestans
- Chenopodium ficifolium
- Chenopodium foggii
- Chenopodium formosanum
- Chenopodium giganteum
- Chenopodium hians
- Chenopodium iljinii
- Chenopodium leptophyllum
- Chenopodium littoreum
- Chenopodium mucronatum
- Chenopodium nitrariaceum
- Chenopodium nutans
- Chenopodium opulifolium
- Chenopodium pallidicaule - kañiwa
- Chenopodium parabolicum
- Chenopodium petiolare - quinoa de la tierra[4]
- Chenopodium pratericola
- Chenopodium preissii
- Chenopodium quinoa - quinoa
- Chenopodium robertianum
- Chenopodium spinescens
- Chenopodium suecicum
- Chenopodium trigonon
- Chenopodium ulicinum
- Chenopodium vulvaria
- Chenopodium watsonii
- Chenopodium zerovii